# Castello di Otranto
Das Castello di Otranto ist die Festung der Stadt Otranto in der italienischen Region Apulien. Die Festung, die die Vorlage für den ersten Schauerroman der Geschichte, The Castle of Otranto von Horace Walpole lieferte, ist in enger Verbindung mit der Stadtmauer, mit der sie eine gemeinsame Verteidigungsanlage bildet.

## Geschichte und Beschreibung

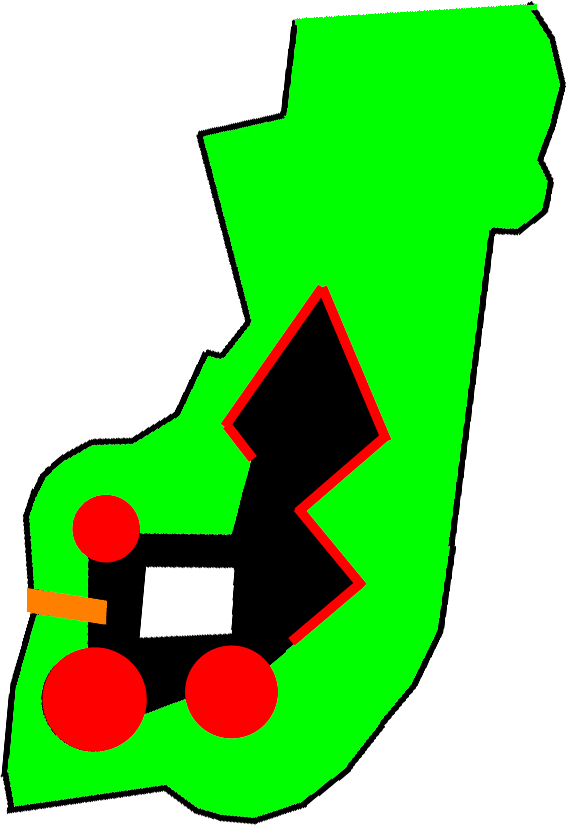
Grundriss

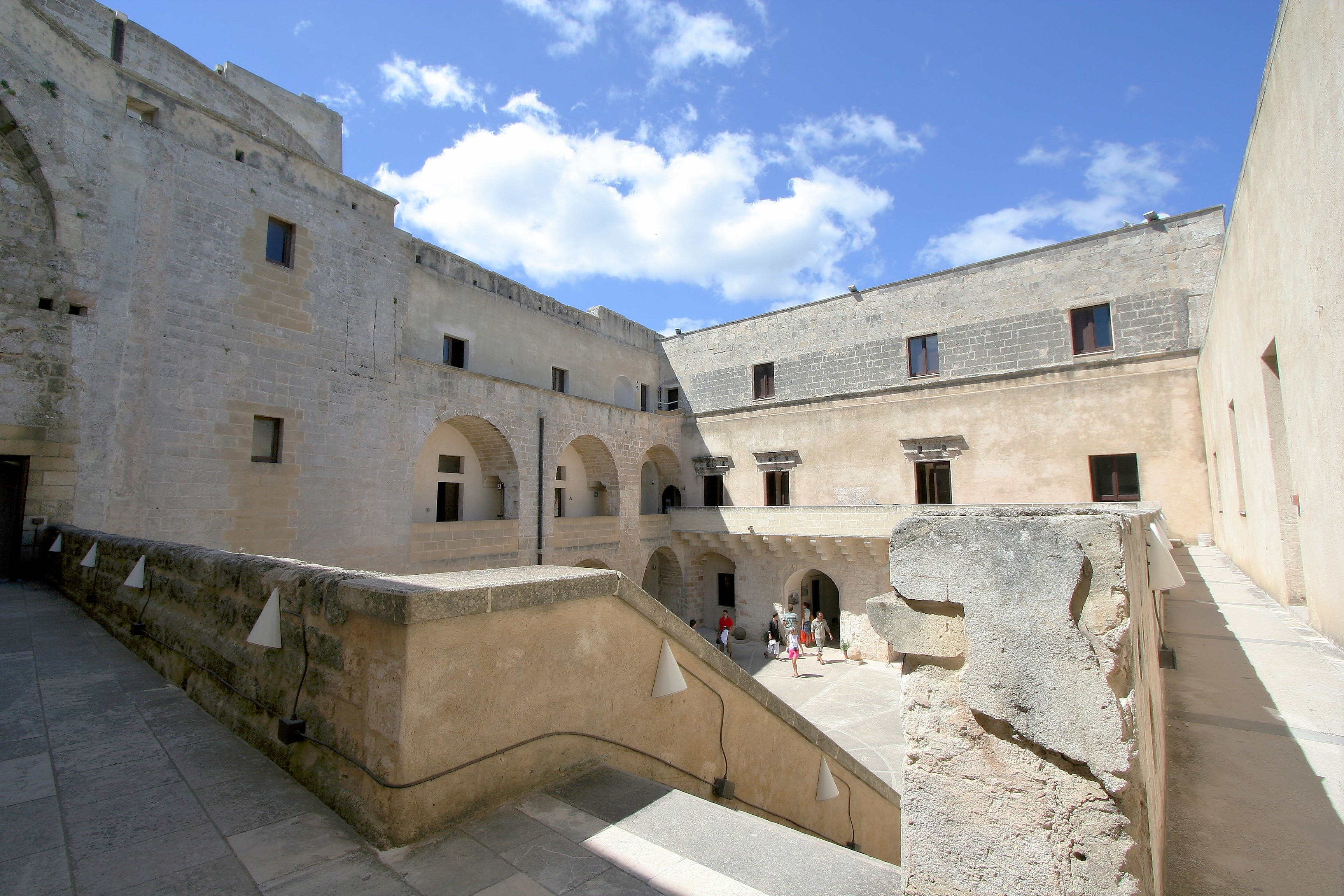
Im Innenhof der Festung

Das Castello di Otranto bildet einen wichtigen Brückenkopf der Stadt nach Osten hin und wurde seit alter Zeit mit Verteidigungsanlagen und Festungswerken ausgerüstet, die im Laufe der Jahrhunderte von den wechselnden Eigentümern aktualisiert wurden.
Die Belagerung der Stadt im Jahre 1067 beschädigte das Festungswerk schwer, sodass es einige Jahre später im Auftrag von Robert Guiskard repariert und verstärkt wurde. Von dem Umbau, den der Kaiser Friedrich II. 1228 beauftragte, blieben dagegen sichtbare Spuren des Turmes am zylindrischen Zentralkörper, der in die Bastion in Lanzenform integriert wurde und an der nordöstlichen Kurtine. Eine Analyse der Untergeschosse lässt annehmen, dass die Festung auf einem rechteckigen Kern in der Mitte basierte, der an den Ecken mit zylindrischen Türmen ausgestattet war.
Nach der Belagerung von Otranto 1480, einem Jahr, in dem das gesamte Süditalien von den Türken angegriffen wurde, musste die Festung restauriert werden, was im Auftrag von Alfons II. von Neapel, Herzog von Kalabrien, geschah. Am Ende dieses Jahrhunderts, als die Stadt den Venezianern als Pfand überlassen wurde, wurde die Anlage durch den Einbau von Artillerie weiter verstärkt. Von der Phase des Hauses Aragón blieben nur ein Turm und ein Stück der Mauer erhalten.
Das heutige Aussehen der Festung ist in der Tat dem spanischen Vizekönig zu verdanken, der sie zu einem echten Meisterwerk der Militärarchitektur machte: Außerordentliche Verteidigungswerke wurden 1535 unter Don Pedro Álvarez de Toledo geschaffen, von dem die Wappen über dem Eingangstor und am äußeren Hof stammen. Die beiden vieleckigen Bastionen, die 1578 auf der Seeseite angebracht wurden, integrieren die vorherige Bastion des Hauses Aragón. Mitte des folgenden Jahrhunderts wurde G. F. Saponaro aus Lecce damit beauftragt, die Burg weiter zu befestigen. Diese zeigt sich heute als fünfeckige Anlage, umgeben von einem breiten Burggraben und mit vier Türmen versehen, drei runden in Carparo-Kalkstein und einem, dessen Spitze Richtung Meer ausgerichtet ist; auf der fünften Seite befindet sich die Zugbrücke.
Die Festung von Otranto inspirierte Horace Walpole 1764 zu seinem Schauerroman The Castle of Otranto und 1769 Voltaire zu seinem Libretto der Komischen Oper Le Baron d’Otrante.